# Vinko Beličič
Vinko Beličič, slovenski pesnik, pisatelj, prevajalec in publicist, * 19. avgust 1913, Črnomelj, † 27. september 1999, Opčine.
Rodil se je očetu kmetu in ključavničarju Antonu ter materi Katarini (rojena Petric). Beličič je leta 1940 diplomiral iz slavistike na Filozofski fakulteti v Ljubljani. Kasneje se je študijsko izpopolnjeval na univerzi v Milanu. Med 2. svetovno vojno je bil srednješolski profesor v Ljubljani. Nazorsko je pripadal protikomunističnemu akademskemu klubu Straža L. Ehrlicha ter pri tem urejal Stražo v viharju, zato se je leta 1945 umaknil v Trst, kjer je poučeval na slovenskih srednjih šolah in bil sodelavec pri Radiu Trst A. Za potrebe šole je pisal učbenike in prevajal. Sodeloval je z zamejskimi in zdomskimi publikacijami, v Sloveniji pa so bile njegove knjige do osamosvojitve prepovedane. 
Prvo pesniško zbirko Češminov grm je izdal 1944. Pisal je tudi kratko prozo, zlasti črtice in novelistiko, pa tudi povesti. V Molitvi na gori (1943) je pokazal nagnjenost k lirični razpoloženosti in avtobiografičnosti in razčlenjevanju osebnih doživljanj. Zelo aktualni so njegovi publicistični zapisi Prelistavanje poldavnine (Gorica, 1980) in Leto odmrznitve (Gorica, 1992). V slovenščino je prevajal predvsem italijanske avtorje.
Leta 1963 je prejel literarno nagrado vstajenje, za zbirko črtic Nova pesem.
Leta 2000 so mu na rojstni hiši v Črnomlju odkrili spominsko ploščo. 